# Burak Dakak
Burak Dakak es un actor turco, más conocido por haber interpretado a Şehzade Mehmed en la serie Muhteşem Yüzyıl Kösem.

## Carrera
En 2014 apareció en la serie Benim Adim Gultepe, donde dio vida a Fevzi. En 2016 se unió al elenco de la serie turca Muhteşem Yüzyıl Kösem, donde interpretó al Şehzade Mehmed y de la Diriliş Ertuğrul donde interpretó al Kaikosru II hasta ese mismo año.

## Filmografía

### Televisión
| Año       | Título                 | Personaje                      | Nota             |
| --------- | ---------------------- | ------------------------------ | ---------------- |
| 2008-2010 | Doğruluk Ekseni        | Servet                         |                  |
| 2011-2012 | Kolej Günlüğü          | Arda                           |                  |
| 2014      | Benim Adım Gültepe     | Fevzi                          | Elenco principal |
| 2016      | Muhteşem Yüzyıl Kösem  | Príncipe Mehmed                | Elenco principal |
| 2016-2017 | Umuda Kelepçe Vurulmaz | Onur                           | Elenco principal |
| 2018      | Diriliş Ertuğrul       | Sultan 2. Gıyaseddin Keyhüsrev | Elenco principal |
| 2018-2019 | Gülperi                | Hasan Taşkın                   | Elenco principal |
| 2019-2021 | Çukur                  | Akın Koçovalı                  | Elenco principal |